# Vértebra torácica
As vértebras torácicas ou vértebras dorsais localizam-se inferiormente às vértebras cervicais e superiormente às vértebras lombares. São em número de doze, uma para cada par das doze costelas.
O que mais evidentemente diferencia estas vértebras das outras são as fóveas costais, que são locais de articulações sinoviais entre as costelas e as vértebras. Normalmente há seis fóveas para cada vértebra, quatro no corpo vertebral e duas no processo transverso. As do processo transverso articulam-se com os tubérculos costais, enquanto as do corpo vertebral articulam-se com as cabeças das costelas.
O corpo vertebral dessas vértebras é maior que o das cervicais, pois precisa sustentar mais peso, enquanto o forame vertebral é menor e mais arredondado. O processo transverso é mais desenvolvido também, mas não possui o forame transverso. O processo espinhoso costuma ser longo, apontando quase que inferiormente.